# Gać (Główczyce)
Gać (deutsch Speck) ist ein Dorf im Verwaltungsbezirk Gemeinde Główczyce (Glowitz) im Powiat Słupski (Stolper Kreis) in der polnischen Woiwodschaft Pommern.

## Geographische Lage
Das Dorf liegt in Hinterpommern, südlich des Lebasees, an der rechten Seite der Leba, etwa dreißig Kilometer nordnordwestlich von Lauenburg in Pommern, elf Kilometer südwestlich von Leba und elf Kilometer nordnordöstlich des Kirchdorfs Główczyce (Glowitz).  Östlich des Dorfs befindet sich  ein großes Torfmoor. 

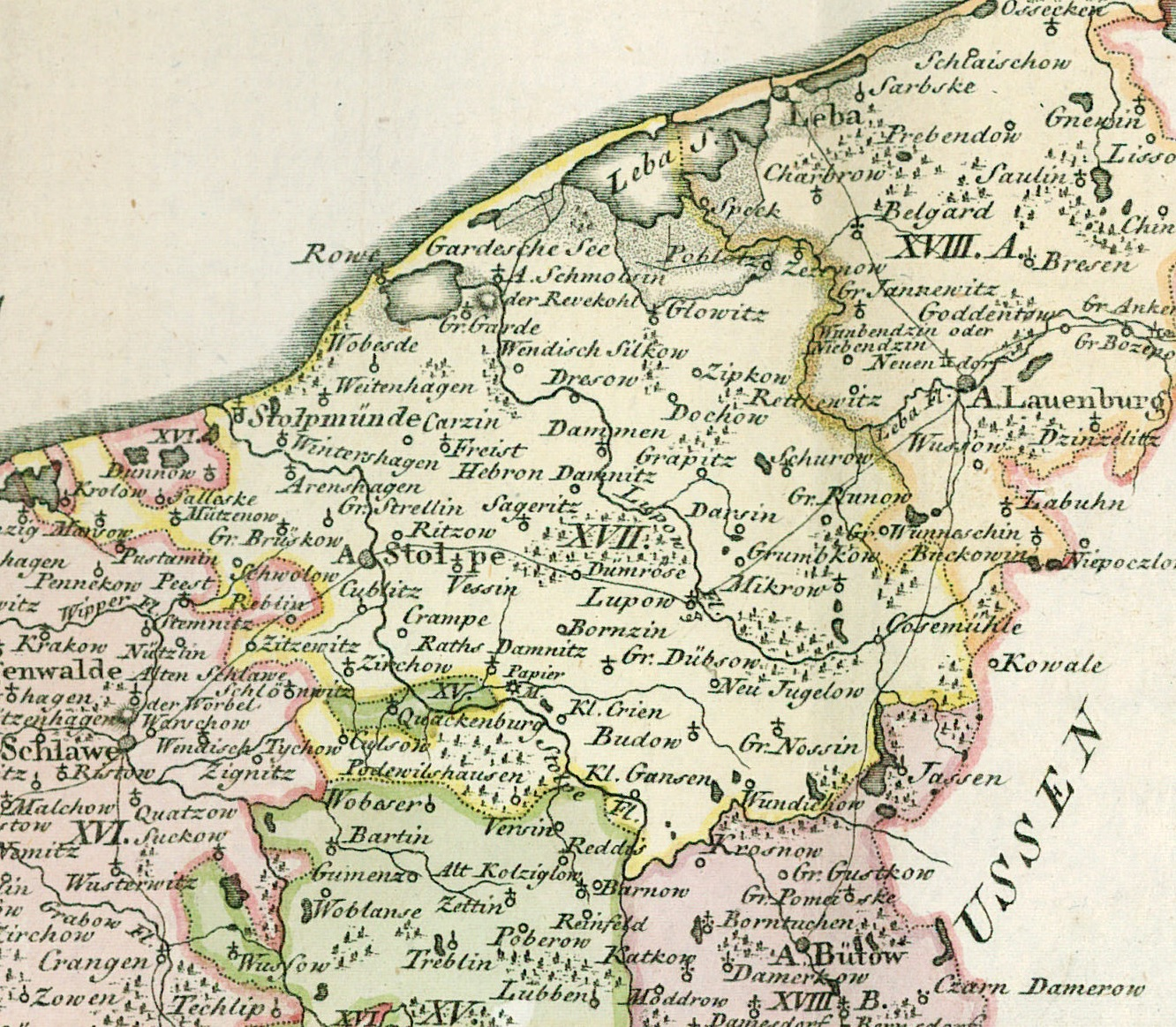
Speck, am Lebasee, ostnordöstlich der Stadt Stolp (früher Stolpe geschrieben), nordnordwestlich von Lauenburg i. Pom. und südöstlich der Stadt Leba, auf einer Landkarte von 1794

Speck, nordnordwestlich von Lauenburg in Pommern und südöstlich der Stadt Leba, auf einer Landkarte von 1910

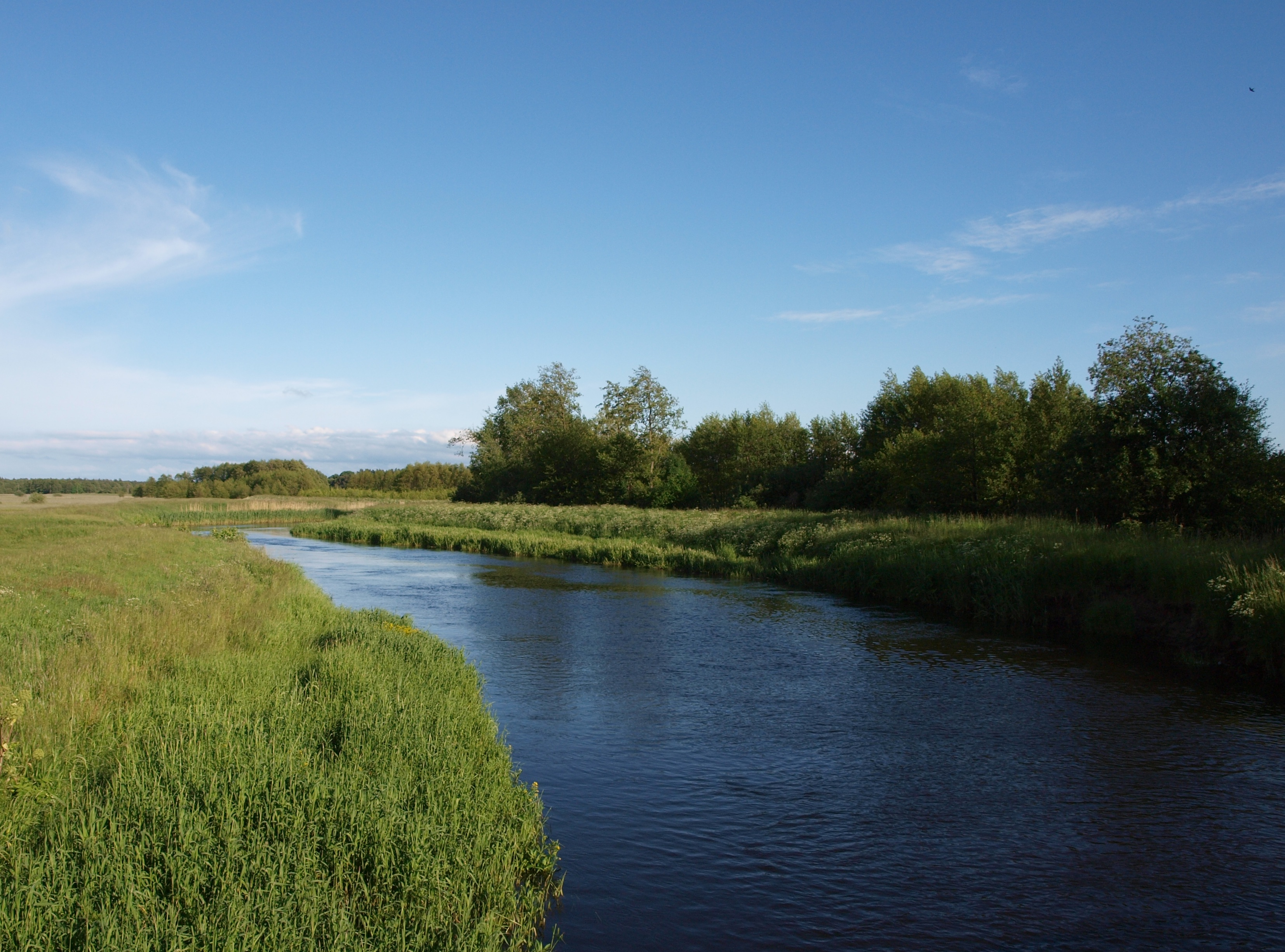
Fluss Leba bei dem Dorf (2010)

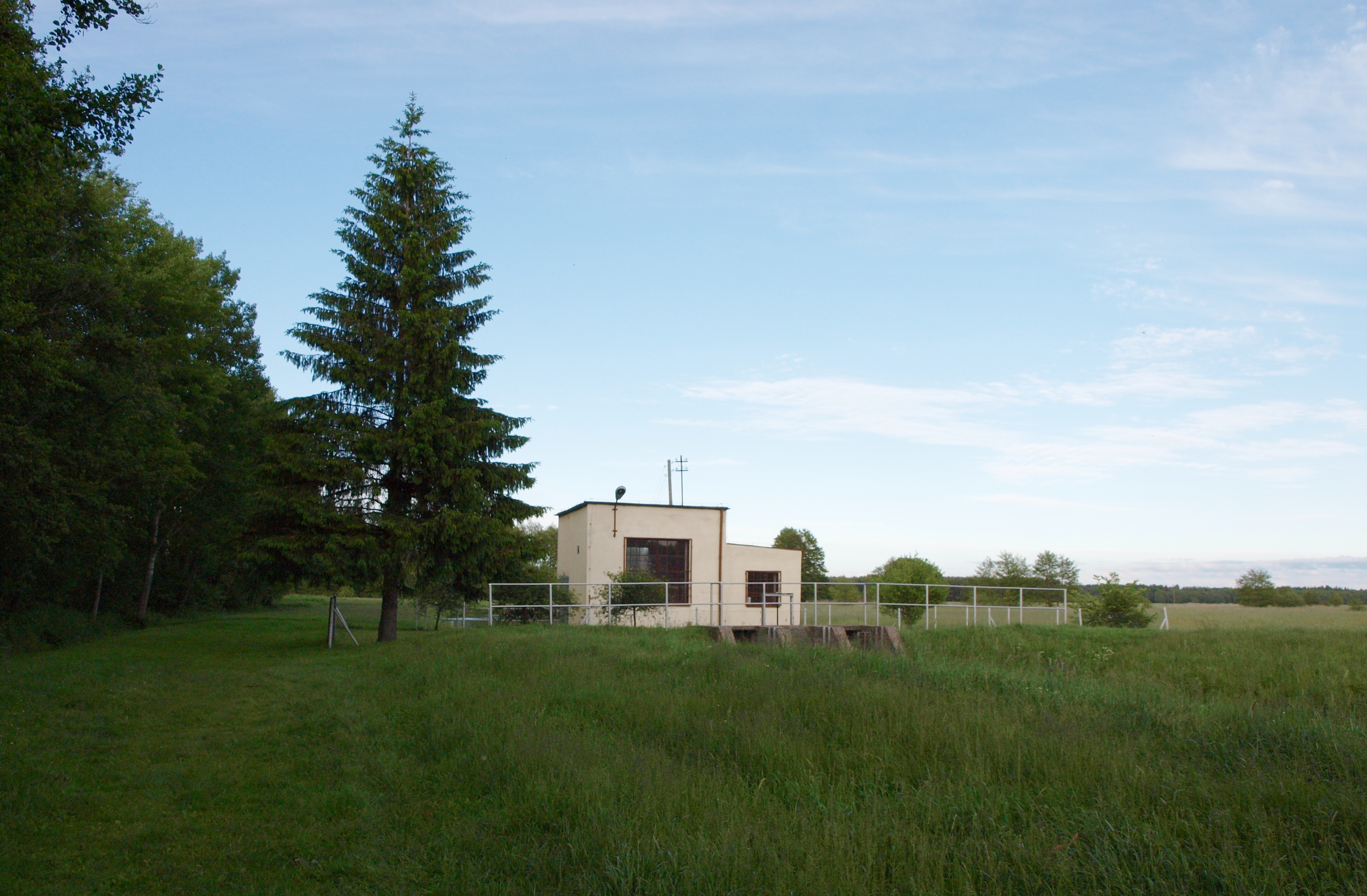
Pumpstation

## Geschichte
Um 1780 hatte das adlige Gut ein Vorwerk, fünf Kätner, ein Schulhaus, am Lebasee auf der Feldmark des Dorfs fünf Fischerkaten, Babidol und Dambien genannt, zwölf Feuerstellen (Haushaltungen) und befand sich im Besitz von Carl Heinrich von Somnitz auf Charbrow.
Am 1. April 1927 hatte das Gut Speck eine Flächengröße von 1075 Hektar, und am 16. Juni 1925 hatte der Gutsbezirk 205 Einwohner. Am 30. September 1928 wurden das Dorf Speck und der Gutsbezirk Speck zur Landgemeinde Speck zusammengeschlossen.
Anfang der 1930er Jahre hatte die Landgemeinde Charbrow eine Flächengröße von 12,3 km². Innerhalb der Gemeindegrenzen standen insgesamt 29 bewohnte Wohnhäuser an vier verschiedenen Wohnstätten:
1. Brill
2. Elbengrund
3. Friedrichshof
4. Speck

Gebäude im Dorf
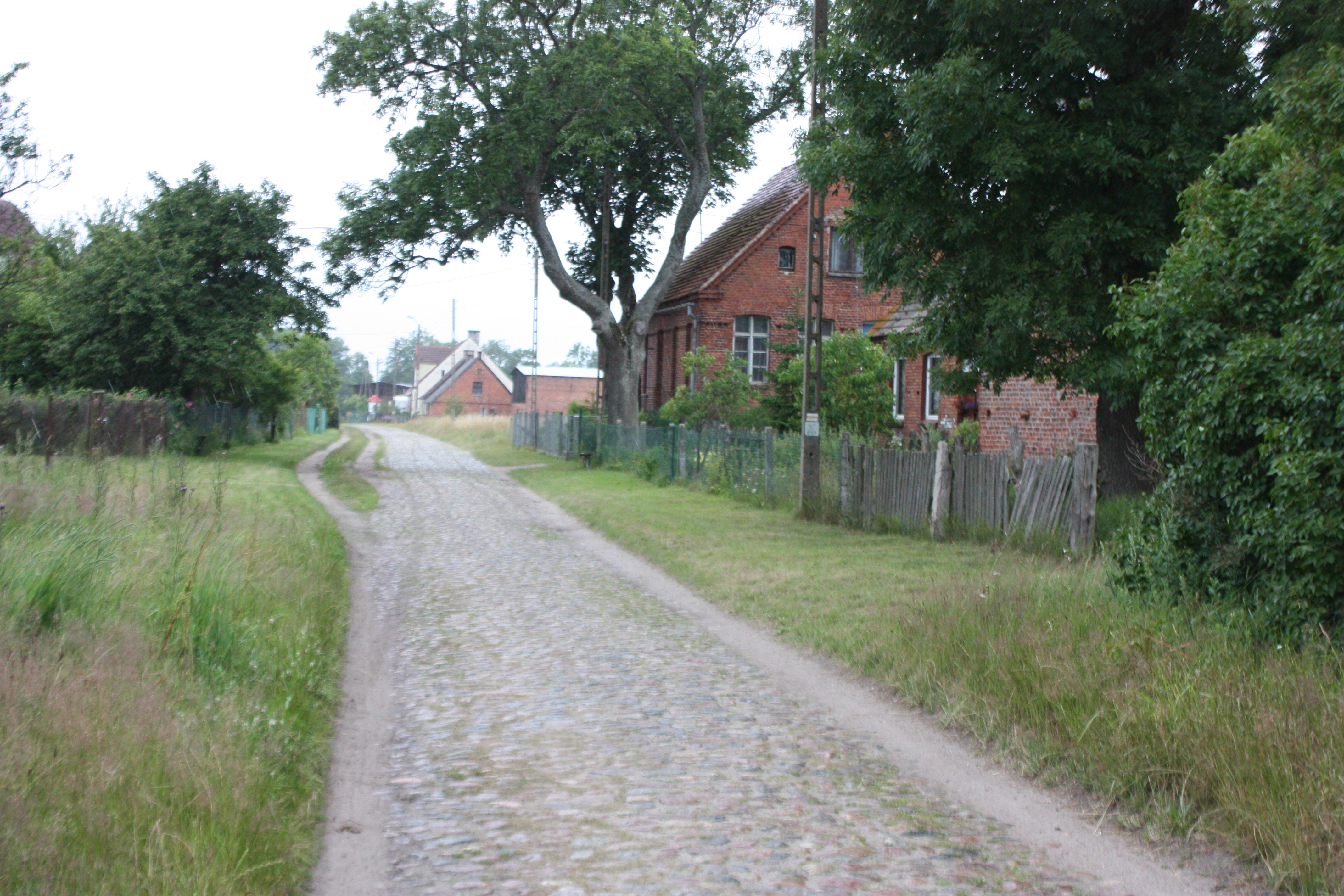
Dorfstraße (2009)
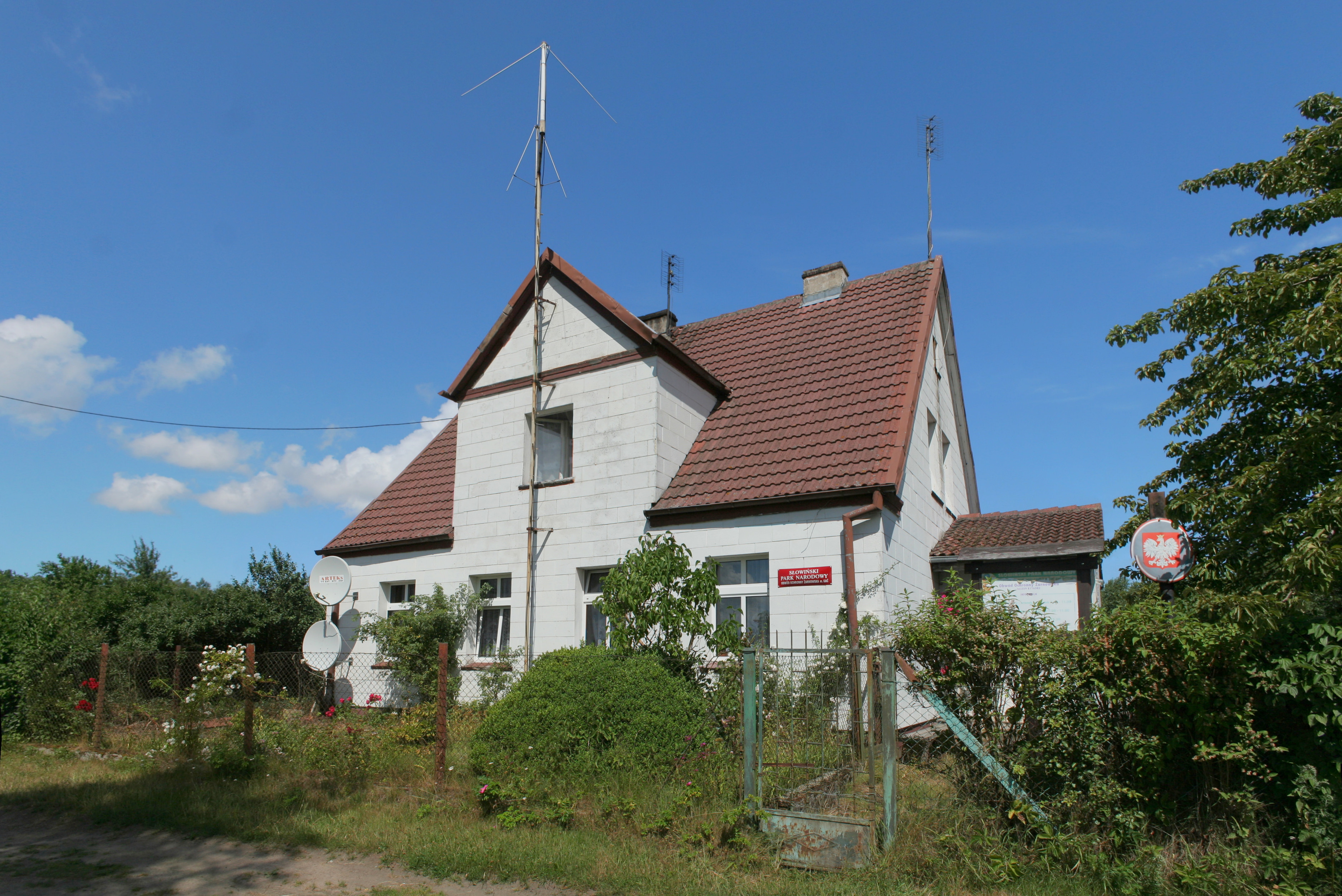
Wohnhaus (2010)
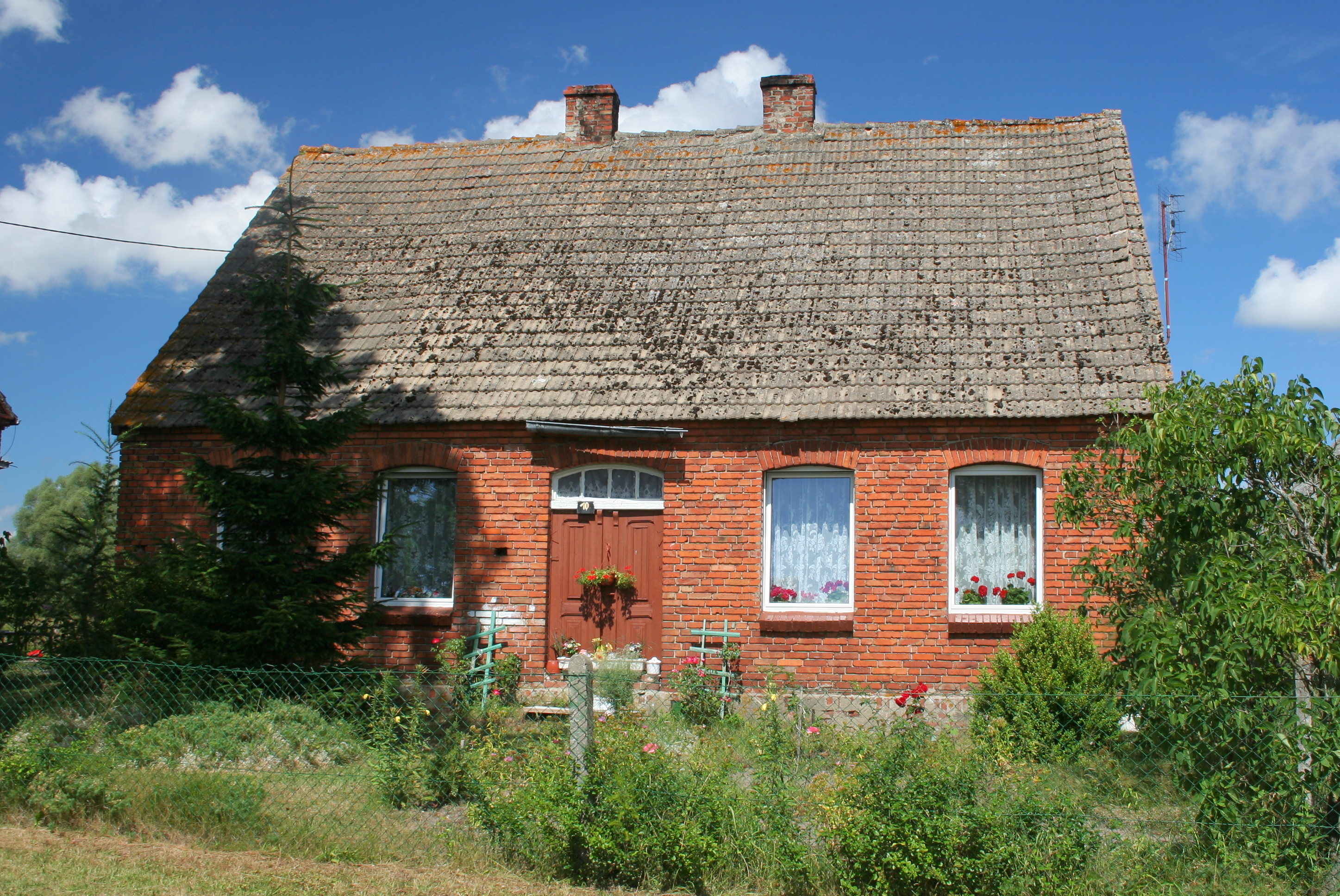
Wohnhaus (2010)
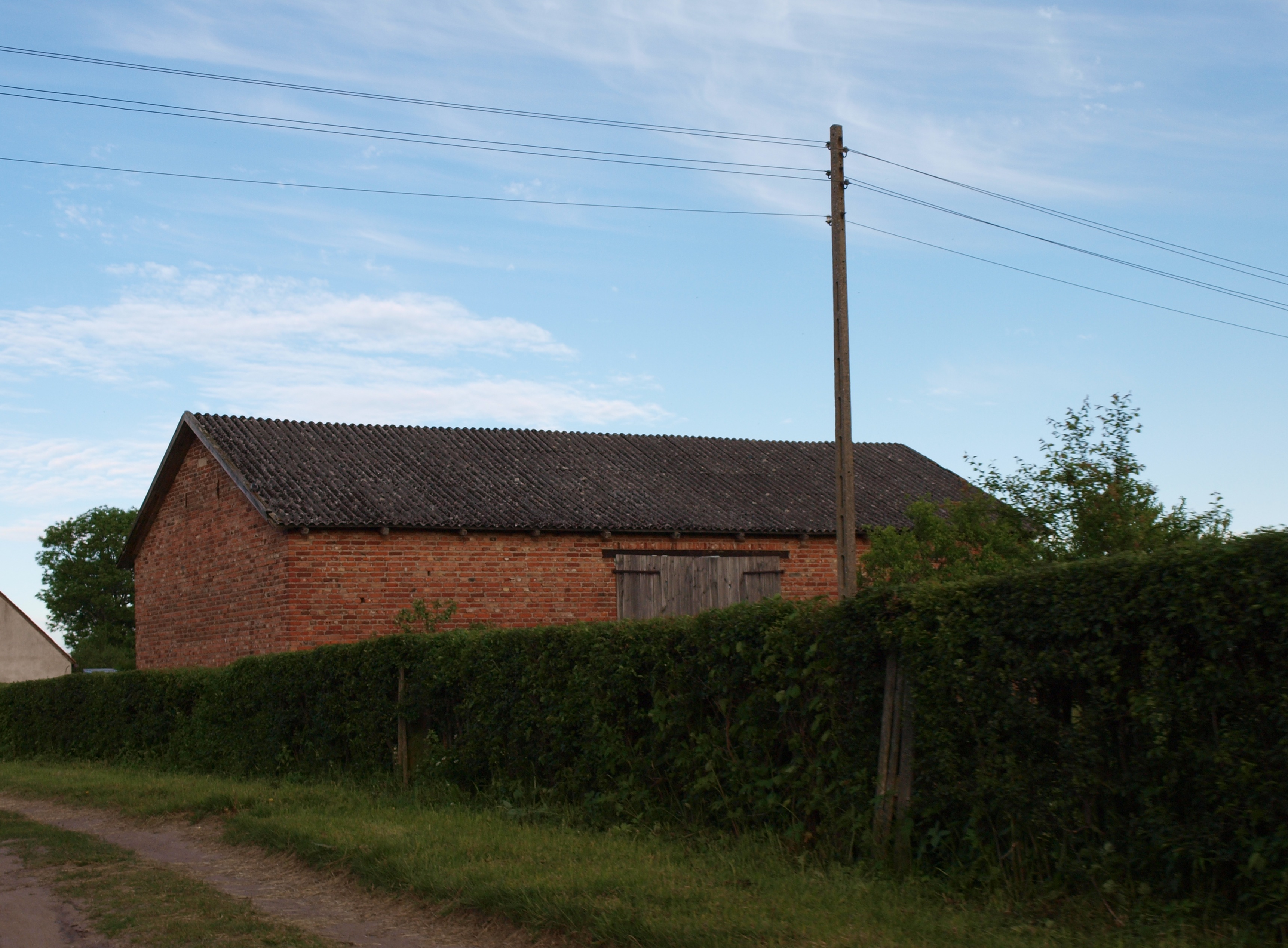
Scheune (2010)
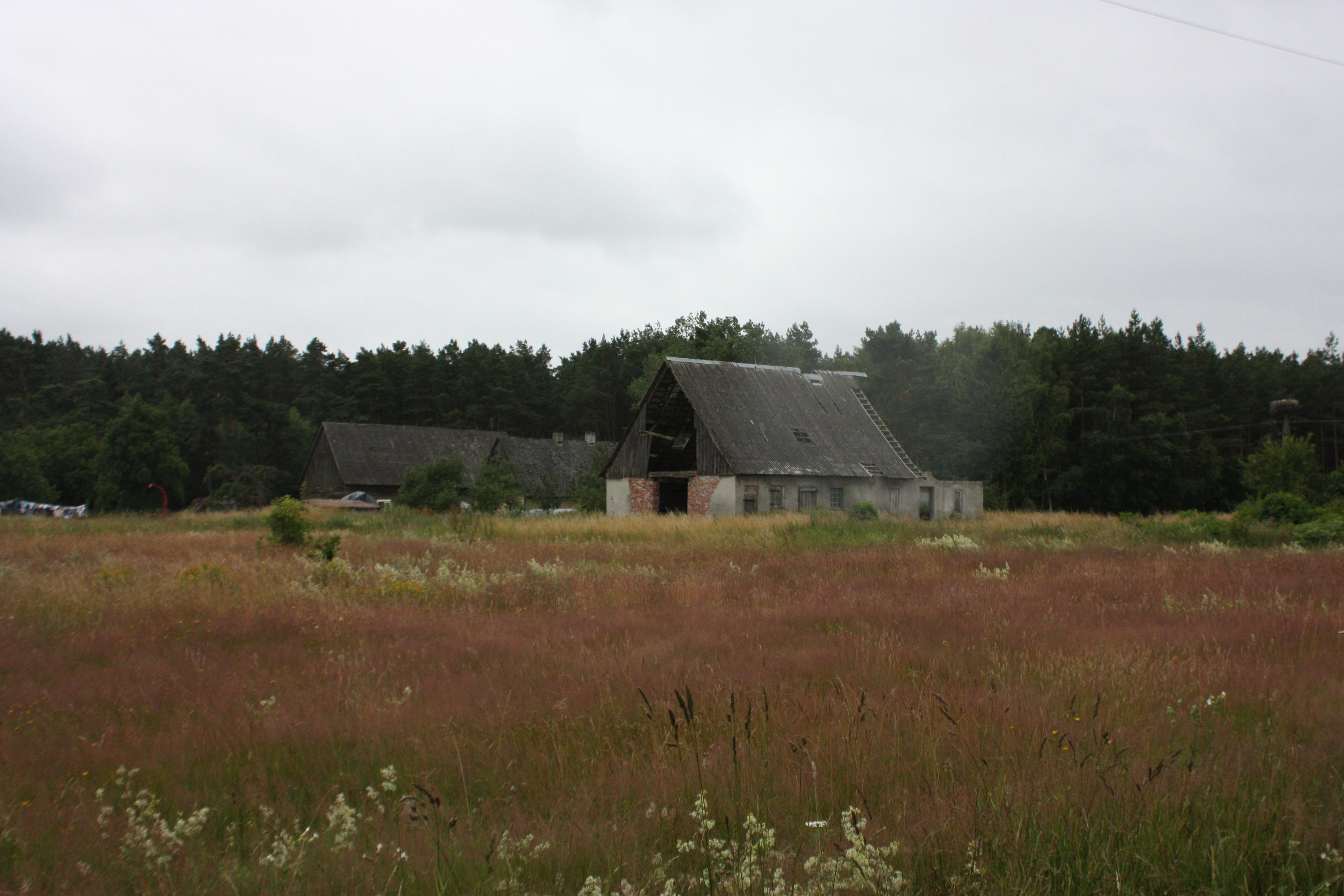
Ruine eines Gehöfts (2009)

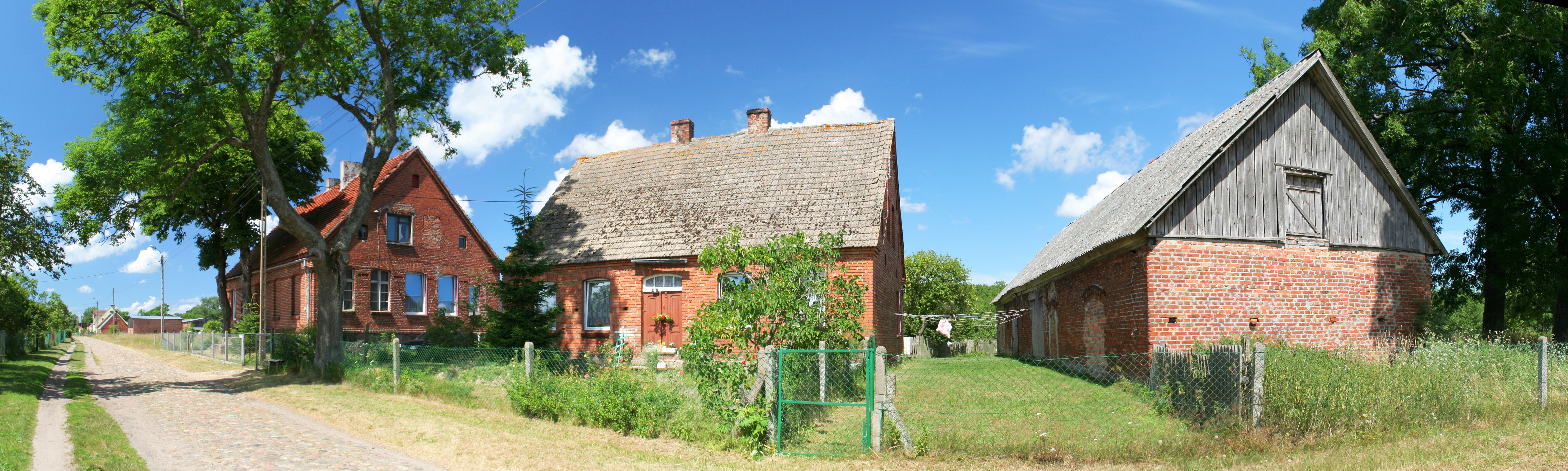
Wohnhaus mit Stall (2010)

Bis 1945 bildete Speck eine Landgemeinde im Landkreis Lauenburg in Pommern im Regierungsbezirk Köslin der preußischen Provinz Pommern des Deutschen Reichs. Speck war dem Amtsbezirk Degendorf zugeordnet.
Gegen Ende des Zweiten Weltkriegs besetzte im Frühjahr 1945 die Rote Armee die Region. Bald darauf wurde Hinterpommern zusammen mit Westpreußen und der südlichen Hälfte Ostpreußens von der Sowjetunion der Volksrepublik Polen zur Verwaltung überlassen. In Speck trafen danach polnische Zivilisten ein, von denen die einheimischen Dorfbewohner aus ihren Häusern und Gehöften gedrängt wurden. Speck  wurde unter der polonisierten Ortsbezeichnung ‚Gać‘ verwaltet. In der Folgezeit wurden die einheimischen Dorfbewohner von der polnischen Administration aus Speck vertrieben.

### Demographie

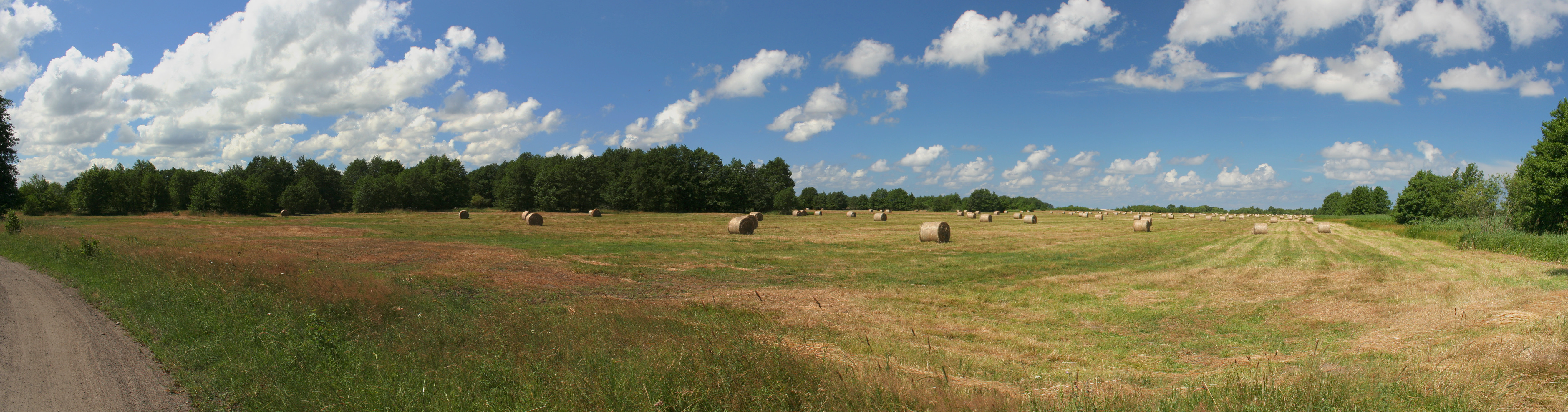
Landwirtschaftliche Fläche (2010)

| Jahr | Einwohner | Anmerkungen                                                     |
| ---- | --------- | --------------------------------------------------------------- |
| 1818 | 139       | Dorf, adlige Besitzung                                          |
| 1822 | 197       | Dorf mit dem Vorwerk Friedrichshof und dem Büdnerkaten Babidoll |
| 1852 | 387       | Dorf                                                            |
| 1925 | 270       | darunter 256 Evangelische und fünf Katholiken                   |
| 1933 | 250       | [ 8 ]                                                           |
| 1939 | 254       | [ 8 ]                                                           |

## Kirche

### Kirchspiel bis 1945
Die hier vor 1945 lebenden Dorfbewohner gehörten mit großer Mehrheit der evangelischen Konfession an. Das evangelische Kirchspiel war in Glowitz, Kreis Stolp. 
Das katholische Kirchspiel war in Lauenburg in Pommern.

### Polnisches Kirchspiel seit 1945
Die seit 1945 und Vertreibung der einheimischen Dorfbewohner anwesende polnische Einwohnerschaft ist größtenteils katholisch.
Hier lebende evangelische Polen sind dem Pfarramt in Stolp in der Diözese Pommern-Großpolen der Evangelisch-Augsburgischen Kirche in Polen zugeordnet, das eine gottesdienstliche Außenstation in Lauenburg i. Pom. unterhält.